# Khalen Saunders
Khalen Saunders (St. Louis, 9 agosto 1996) è un giocatore di football americano statunitense che milita nel ruolo di defensive tackle per i Jacksonville Jaguars della National Football League (NFL).

## Carriera professionistica

### Kansas City Chiefs
Saunders fu scelto nel corso del terzo giro (84º assoluto) del Draft NFL 2019 dai Kansas City Chiefs. Debuttò come professionista nel quinto turno contro gli Indianapolis Colts mettendo a segno un tackle e la settimana successiva giocò la prima gara come titolare contro gli Houston Texans. La sua stagione regolare si chiuse con 22 tackle e un sack in 12 presenze, 4 delle quali come titolare. Il 2 febbraio 2020 scese in campo nel Super Bowl LIV contro i San Francisco 49ers che i Chiefs vinsero per 31-20, conquistando il primo titolo dopo cinquant'anni. Nella finalissima mise a segno un tackle.
Il 12 febbraio 2023, nel Super Bowl LVII vinto contro i Philadelphia Eagles per 38-35, Saunders fece registrare 2 placcaggi e un sack su Jalen Hurts, conquistando il suo secondo titolo.

### New Orleans Saints
Il 16 marzo 2023 Saunders firmó con i New Orleans Saints.

### Jacksonville Jaguars
Il 18 agosto 2025 i Saints scambiatoro Saunders con i Jacksonville Jaguars.

## Palmarès
- Super Bowl : 2

Kansas City Chiefs: LIV, LVII
- American Football Conference Championship: 3

Kansas City Chiefs: 2019, 2020, 2022